# Marcus da Gloria Martins
Marcus da Gloria Martins (* 1973 in Hürth) ist ein deutscher Polizist im Dienstgrad Polizeidirektor und seit September 2021 Leiter der Einsatzzentrale des Polizeipräsidiums München. Zuvor war er von 2015 bis 2020 Leiter der Pressestelle des Polizeipräsidiums München und während der COVID-19-Pandemie befristet für ein Jahr Pressesprecher des bayerischen Gesundheitsministeriums.

## Leben
Martins begann 1993 seine Laufbahn als Beamter im mittleren Dienst bei der Kölner Polizei. 2003 stieg er in den gehobenen Dienst auf, zwei Jahre später wechselte er zum Polizeipräsidium München und leitete dort das Kommissariat 61 für Bandendelikte. 2011 begann er ein Masterstudium an der Deutschen Hochschule der Polizei in Münster. In seiner Masterarbeit behandelte er das Thema „Krisenkommunikation“. Anschließend leitete er als Polizeirat eine Dienststelle der Münchner Verkehrspolizei. Als 42-Jähriger wurde er am 16. Oktober 2015 Leiter der Pressestelle des Polizeipräsidiums München (Präsidialbüro, Sachgebiet 1). Später wurde er zum Polizeioberrat befördert.
Martins wurde im August 2020 vom Münchner Polizeipräsidium an das Bayerische Gesundheitsministerium abgeordnet, wo er der für das Thema COVID-19 zuständige Pressesprecher wurde. Seine kurzfristige Abordnung war Teil mehrerer Umstrukturierungen, welche die damalige bayerische Gesundheitsministerin Melanie Huml in ihrem Krisenmanagement unterstützen sollten.
Zum 1. September 2021 übernahm er die Leitung der Einsatzzentrale des Münchner Polizeipräsidiums.

## Rezeption
Marcus da Gloria Martins wurde in der Öffentlichkeit als Pressesprecher vor Ort bei dem Anschlag in München am 22. Juli 2016 bekannt.

„Wie Marcus da Gloria Martins zum Polizei-Star wurde? Weil er in mehreren Interviews und Pressekonferenzen so ruhig und sachlich informierte. Weil er selbst die unglaublichsten ‚Können Sie sagen, ob ...‘-Fragen gelassen parierte: ‚Ja, das kann ich sagen, will ich aber nicht.‘ Weil er bei unzulässigen Fragen klare Grenzen markierte: ‚Hätte ich jetzt eine gelbe Karte, würde ich sie jetzt hochhalten.‘ Und weil er in all dem Chaos sogar einen Rest Humor bewahrt. Auf die Frage, wie viele Sprachen er selbst spreche, antwortet er: ‚Ich spreche Deutsch, Rheinisch in Wort und Schrift und Bayerisch, aber das ist nicht für die Öffentlichkeit tauglich.‘ Detaillierte Fragen zu sich selbst beantwortet er mit: ‚Ich habe das Recht, die Antwort zu verweigern und möchte davon Gebrauch machen.‘“

In der Presse wurde er am Tag darauf vielfach gelobt. Eine für da Gloria Martins auf Facebook eingerichtete Fanseite erreichte Ende Juli über 60.000 Likes.
Am 24. Juli 2016, dem Sonntag nach dem Anschlag, war Martins einer der Diskussionsgäste bei einer Sonderausgabe der Talkshow Hart aber fair mit dem Titel Amok im Zeiten des Terrors – wie verändert die Angst unser Land?
Auch hier wurden Martins’ Beiträge gewürdigt.

„Frank Plasberg ließ über ‚Amok in Zeiten des Terrors‘ diskutieren. Zum Glück saß der Münchner Polizeisprecher Marcus da Gloria Martins im Studio – der brachte sogar Joachim Herrmann dazu, sich selbst zurückzupfeifen.“

In der BR-Sendung Wir in Bayern hatte er in der Folge über längere Zeit eine Rolle als Sicherheitsexperte. Martins hat die Präsenz der Münchner Polizei in den sozialen Medien stark ausgebaut und gilt als Kommunikationsprofi.

Bei der Vorstellung seines Nachfolgers als Sprecher der Münchner Polizei dankte Münchens Polizeipräsident Hubertus Andrä Martins am 14. September 2020 mit den Worten:

„Ich habe besonders geschätzt, dass Sie mir nicht nach dem Schnabel geredet haben.“

## Ehrungen
- Sonderpreis des Bundesverbandes deutscher Pressesprecher (2016)
- Theodor-Heuss-Medaille (2017)[19]

## Sonstiges
Martins hat portugiesische Wurzeln und wuchs im Rheinland auf. Er hat zwei Kinder.